# Camarops plana
Camarops plana är en svampart som tillhör divisionen sporsäcksvampar, och som beskrevs av Zdeněk Pouzar. Camarops plana ingår i släktet Camarops, och familjen Boliniaceae. Arten är reproducerande i Sverige.